# Botrypus
Botrypus, monotipski biljni rod iz porodice Ophioglossaceae. 
Jedina vrsta je B. virginianus,  rasprostranjena holarktikom

## Opis
Općenito:
Kopnene trajnice 12 cm ili više, s 15 ili manje žutih do smeđih korijenova promjera 0,5-2 mm na 1 cm od baze.
lišće:
Trofoforna plojka blijedozelena, zeljasta i tanka, 3-4 perasta, do 25 cm duga i 33 cm široka, sjedeći; trofoforni listići (pinnae) do 12 pari, blago uzdižući, razmak između 1. i 2. pinnae jednak ili malo veći od prostora između 2. i 3. para, lancetasti, razdijeljeni na vrhu; pera kopljasta s dubokim režnjevima, režnjevi linearni, nazubljeni, vrh šiljast, venacija perasta, srednja žila prisutna; sporofori na dugim i malo spljoštenim peteljkama 0,5-0,8 mm široki, 2 perasti, 0,5-1,5 puta duži od trofofora.
Spore:
Sporangij gotovo potpuno otkriven, nošen u 2 reda na perastim sporofornim granama; Površine spora naborane i pomalo bradavičaste.

## Rasprostranjenost:
U Sjkevernopj Americi avlja se uglavnom zapadno od vrha kaskadskog gorja (Cascades) i u sjeveroistočnim okruzima u Washingtonu; Aljaska do Kalifornije, istočno preko većeg dijela Sjeverne Amerike do atlantske obale; također u Euroaziji.

## Stanište:
Vlažne šume i šikare, rijetko na livadama, od dolina do srednjih uzvisina planina.

## Sinonimi
1. Botrychium anthemoides C.Presl
2. Botrychium brachystachys Kunze
3. Botrychium charcoviense Port.
4. Botrychium cicutarium (Sav.) Sw.
5. Botrychium dichronum Underw.
6. Botrychium gracile Pursh
7. Botrychium virginianum (L.) Sw.
8. Botrychium virginianum f. europaeum (Ångstr.) Clute
9. Botrychium virginianum f. gracile (Pursh) Clute
10. Botrychium virginianum f. intermedium (Butters) Clute
11. Botrychium virginianum f. laurentianum (Butters) Clute
12. Botrychium virginianum ssp. europaeum (Ångstr.) Clausen
13. Botrychium virginianum ssp. europaeum (Ångstr.) Jav.
14. Botrychium virginianum ssp. meridionale (Butters) R.T.Clausen
15. Botrychium virginianum var. cicutarium (Sav.) Clute
16. Botrychium virginianum var. dichronum Clute
17. Botrychium virginianum var. europaeum Ångstr.
18. Botrychium virginianum var. intermedium Butters
19. Botrychium virginianum var. laurentianum Butters
20. Botrychium virginianum var. meridionale Butters
21. Botrychium virginianum var. mexicanum Hook. & Grev.
22. Botrychium virginianus ssp. europaeus (Ångstr.) Holub
23. Botrypus anthemoides (C.Presl) Val.N.Tikhom.
24. Botrypus cicutaria (Savigny) Holub
25. Botrypus virginianus (L.) Holub
26. Japanobotrychum cicutarium (Sav.) Nishida ex Tagawa
27. Japanobotrychum virginianum (L.) Nishida & Tagawa
28. Osmunda cicutaria Sav.
29. Osmunda virginiana L.
30. Osmundopteris cicutaria (Sw.) Nishida
31. Osmundopteris virginiana (L.) Small

## Galerija
- B. virginianus
- B. virginianus
- B. virginianus
- B. virginianus